# Andrés Limón Jiménez
Andrés Limón Jiménez és un polític espanyol. Treballà com a carter de Correus a la ciutat de Sevilla el 1970-1974, i després fou traslladat a Vila-seca i Salou. El 1977 va ingressar a la Federació Catalana del PSOE; fou el primer secretari i fundador de l'agrupació local del partit a Vila-seca i Salou i el 1977-1978 en fou responsable de finances i d'organització de la FC-PSOE a Tarragona. El març de 1977 també ingressà a la secció local de la UGT.
El 1978 fou secretari de política municipal del partit, delegat sindical de Correus i Telègrafs de Tarragona i responsable en la comissió comarcal del Tarragonès de la UGT. A les primeres eleccions municipals de 1979 fou escollit regidor de Vila-seca i Salou. Fou elegit diputat per la província de Tarragona a les eleccions generals espanyoles de 1979, on va formar part del Grup Parlamentari Andalusista. Després va tornar a Sevilla i no ha participat més en política.